# Longe de Onde
Longe de Onde é o segundo álbum de estúdio da cantora baiana Karina Buhr, aprovado e patrocinado pelo Edital Natura 2010, e lançado em Outubro de 2011 pela Coqueiro Verde. Rapidamente o disco recebeu boas críticas e ajudou a cantora a firmar seu nome no cenário nacional.
O álbum foi classificado em 8º na lista dos 50 Melhores Discos Nacionais de 2011, feita pela Rolling Stone Brasil.

## O disco
O álbum é mais pesado e "cru" do que seu antecessor, "Eu Menti Pra Você". Tem guitarras mais potentes e agressivas, mescladas com melodias leves e bem elaboradas.
As músicas em sua maioria tem letras mais diretas e críticas com influência do Punk Rock, como em "Cara Palavra" indo até as mais leves e poéticas como "Não Precisa me Procurar".
Toda a arte do álbum, e o clipe de "Cara Palavra" fora realizados durante uma viagem de Karina a Casablanca, Marrocos.

## Recepção

### Crítica
| Críticas profissionais | Críticas profissionais |
| Avaliações da crítica  | Avaliações da crítica  |
| Fonte                  | Avaliação              |
| ---------------------- | ---------------------- |
| Rolling Stone Brasil   | [ 4 ]                  |

Mauro Ferreira, inicia citando que no segundo álbum Buhr tempera versos crus com molho pop, elogia as faixas como "Não Me Ame Tanto", "Pra Ser Romântica" e "The War’s Dancing Floor", e finaliza dizendo que a artista aprimourou a dicção, facilitando o entendimento de seus versos nus e crus.

## Faixas
| N.º | Título                       | Duração |  |
| 1.  | "Cara Palavra"               | 2:11    |  |
| 2.  | "A Pessoa Morre"             | 3:20    |  |
| 3.  | "Não Me Ame Tanto"           | 3:43    |  |
| 4.  | "Guitarristas de Copacabana" | 3:24    |  |
| 5.  | "Sem fazer Ideia"            | 2:46    |  |
| 6.  | "Pra Ser Romântica"          | 4:10    |  |
| 7.  | "Cadáver"                    | 2:57    |  |
| 8.  | "The War's Dancing Floor"    | 3:47    |  |
| 9.  | "Copo de Veneno"             | 2:45    |  |
| 10. | "Amor Brando"                | 1:36    |  |
| 11. | "Não Precisa me Procurar"    | 5:19    |  |

- Todas as letras por Karina Buhr.[5]

## Ficha Técnica[6]
Banda
- Karina Buhr - Vocal e Percussão
- Fernando Catatau - Guitarra
- Edgard Scandurra - Guitarra
- Mau - Baixo
- Bruno Buarque - Bateria
- Guizado - Trompete
- André Lima - Teclados
- Otávio Ortega - Base Eletrônica

Direção de produção e assessoria artística
- Duda Vieira

Produção executiva
- Duda Vieira
- Beth Moura

Mixagem
- Kalil Alaia no Totem, São Paulo

Masterização
- Fernando Sanches no El Rocha

Fotos
- Jorge Bispo

Projeto gráfico
- Júlia Rocha